# Krijgsmacht van de Servische Republiek

BPC

De Krijgsmacht van de Servische Republiek (Servisch: Војска Републике Српске (ВРС); Servisch/Bosnisch/Kroatisch: Vojska Republike Srpske (VRS)), ook wel het Bosnisch-Servische Leger genoemd, was een krijgsmacht van het Servische deel van Bosnië en Herzegovina. Het leger was een van de hoofdrolspelers in de Bosnische Oorlog.
Het leger werd tussen 2003 en 2005 ontmanteld en samengevoegd met de Krijgsmacht van de Federatie van Bosnië en Herzegovina (gevormd uit de Krijgsmacht van de Republiek Bosnië en Herzegovina en de Kroatische Defensieraad) tot de Krijgsmacht van Bosnië en Herzegovina. In 2005 werd een volledig geïntegreerde unit van Serven, Bosniakken en Kroaten uitgezonden naar Irak, om de coalitiestrijdkrachten onder leiding van de Verenigde Staten te ondersteunen.
Sloveense Oorlog (1991) · Kroatische Oorlog (1991-95) · Bosnische Burgeroorlog (1992-95) · Kroatisch-Bosniakse Oorlog (1992-94) · Kosovo-oorlog (1998-99) · Operatie Allied Force (1999) · Conflict in de Preševo-vallei (2001) · Macedonisch conflict (2001)